# Pálóczy Máté
Pálóczy Máté (egyes forrásokban Pálóczi illetve Mátyus; ? – ? , 1437) magyar nádor (1435 és 1437 között), a Pálóczy család felemelkedésének megalapozója.

## Életpályája
Nagybátyja, Pálóczy Domokos halála (1403) után testvéreivel rátört a leleszi prépostságra, hogy örökségét megszerezze. Zsigmond király személyes kegyeltje lett és így emelkedett országos méltóságra: 1403-tól 1409-ig királyi apród, 1405-ben borsodi, 1409-ben szabolcsi, 1410-ben hevesi ispán, 1410-től diósgyőri várnagy, 1425-től 1435-ig országbíró, 1435 – 1437-ben pedig nádor lett. Leánya révén a Bebek családdal került rokoni viszonyba; a királytól adományként megkapta Sárospatak várát és uradalmát.